# Rödeby socken
Rödeby socken i Blekinge ingick i Östra härad, ingår sedan 1974 i Karlskrona kommun och motsvarar från 2016 Rödeby distrikt i Blekinge län.
Socknens areal är 129,6 kvadratkilometer, varav land 123,1. År 2000 fanns här 4 786 invånare.  En del av tätorten Spjutsbygd samt tätorten Rödeby med sockenkyrkan Rödeby kyrka ligger i socknen. 

## Administrativ historik
Församlingen har medeltida ursprung.
Vid kommunreformen 1862 övergick socknens ansvar för de kyrkliga frågorna till Rödeby församling och för de borgerliga frågorna till Rödeby landskommun. Landskommunen uppgick 1974 i Karlskrona kommun.
1 januari 2016 inrättades distriktet Rödeby, med samma omfattning som församlingen hade 1999/2000.  
Socknen har tillhört fögderier, tingslag och domsagor enligt vad som beskrivs i artikeln Östra härad.
Socken indelades fram till 1901 i 50 båtsmanshåll, vars båtsmän tillhörde Blekinges 2:a båtsmanskompani.

## Geografi
Rödeby socken har en liten dalbygd i söder. Den är delvis tättbebyggd, främst runt Rödeby tätort. Socknen har i övrigt småskalig skogsbygd, belägen kring mellersta delen av Lyckebyån.
Socknen sträcker sig från Karlskronatrakten i söder upp till gränsen mot Småland i norr. I sydväst genomflyts socknen, i huvudbygden, av Silletorpsån, som dessutom bitvis utgör socknens västra gräns mot Fridlevstads socken. Socknens mellanbygd är rik på sjöar och genomflyts där samt i norr av Lyckebyån.
Som egendom anges historiskt Bubbetorp.

### Geografisk avgränsning
Längst i norr gränsar socknen mot Gullabo socken i Torsås kommun, Kalmar län. Den gränsar även, längst i nordväst, på en sträcka av cirka 500 meter i en meander av Lyckebyån mot Vissefjärda socken i Emmaboda kommun. Från "tresockenmötet" Rödeby-Vissefjärda-Sillhövda och söderut gränsar socknen i nordväst mot Sillhövda socken. På en sträcka av cirka 3 km öster om byn Ärkilsmåla gränsar socknen mot en enklav av Fridlevstads socken (Ärkilsmålaenklaven). Därefter på nytt gräns mot Sillhövda till en punkt ca 1 km söder om Yasjön (107 m ö.h.) där "tresockenmötet Rödeby-Sillhövda-Fridlevstad ligger. Härifrån söderut gränsar Rödeby socken mot Fridlevstads socken. Silletorpsån utgör bitvis gränsvatten.
I sydväst gränsar socknen mot Nättraby socken, i söder mot en enklav av Lösens socken, i sydost mot Augerums socken.
Rödeby socken avgränsas i öster av Augerums socken.

### Orter
Från norr räknat ligger bland annat (i urval):
- Ledja
- Buggamåla
- Långemåla
- Falan
- Kopparemåla
- Idehult
- Strömsberg
- Mästaremåla
- Spjutsbygd
- Offamåla
- Stubbelycke
- Gagnekulla
- Lillö
- Svensgöl
- Kestorp
- Rödebyholm
- Rödeby
- Mältan
- Bubbetorp (invid församlingens sydligaste punkt)

## Fornminnen
Järnåldersgravar är funnavid bland annat Bubbetorp (resta stenar och stensättningar), Johannisberg, Mästaremåla (bland annat ett röse med fynd från äldre järnålder), samt Östra Rödeby (resta stenar).

## Namnet
På 1400-talet skrevs Rodheby och i en avskrift från 1500-talet skrevs i Rødeby soken. Namnet är taget från kyrkbyn (Rödeby) och har by = "gård", "by". Förledet som lyder rodha avser "röjd odlingsmark". Jämför det i Sydsverige vanliga -röd som efterled i ortnamn.

## Befolkningsutveckling
| Befolkningsutvecklingen i Rödeby socken 1750–1990                                                       | Befolkningsutvecklingen i Rödeby socken 1750–1990 | Befolkningsutvecklingen i Rödeby socken 1750–1990 | Befolkningsutvecklingen i Rödeby socken 1750–1990 | Befolkningsutvecklingen i Rödeby socken 1750–1990 |
| --- | ------------------------------------------------- | ------------------------------------------------- | ------------------------------------------------- | ------------------------------------------------- |
| |                                                   |                                                   |                                                   |                                                   |
| År |                                                   |                                                   | Folkmängd                                         |                                                   |
| 1750 | 1750                                              |                                                   | 1 113                                             |                                                   |
| 1760 | 1760                                              |                                                   | 1 296                                             |                                                   |
| 1769 | 1769                                              |                                                   | 1 485                                             |                                                   |
| 1780 | 1780                                              |                                                   | 1 543                                             |                                                   |
| 1790 | 1790                                              |                                                   | 1 536                                             |                                                   |
| 1800 | 1800                                              |                                                   | 1 780                                             |                                                   |
| 1810 | 1810                                              |                                                   | 2 013                                             |                                                   |
| 1820 | 1820                                              |                                                   | 2 300                                             |                                                   |
| 1830 | 1830                                              |                                                   | 2 412                                             |                                                   |
| 1840 | 1840                                              |                                                   | 2 963                                             |                                                   |
| 1850 | 1850                                              |                                                   | 3 311                                             |                                                   |
| 1860 | 1860                                              |                                                   | 3 697                                             |                                                   |
| 1870 | 1870                                              |                                                   | 4 135                                             |                                                   |
| 1880 | 1880                                              |                                                   | 4 327                                             |                                                   |
| 1890 | 1890                                              |                                                   | 4 243                                             |                                                   |
| 1900 | 1900                                              |                                                   | 4 092                                             |                                                   |
| 1910 | 1910                                              |                                                   | 4 011                                             |                                                   |
| 1920 | 1920                                              |                                                   | 3 746                                             |                                                   |
| 1930 | 1930                                              |                                                   | 3 839                                             |                                                   |
| 1940 | 1940                                              |                                                   | 3 891                                             |                                                   |
| 1950 | 1950                                              |                                                   | 3 992                                             |                                                   |
| 1960 | 1960                                              |                                                   | 3 757                                             |                                                   |
| 1970 | 1970                                              |                                                   | 4 054                                             |                                                   |
| 1980 | 1980                                              |                                                   | 5 038                                             |                                                   |
| 1990 | 1990                                              |                                                   | 5 118                                             |                                                   |
| Anm: Källor: Umeå universitet - Tabellverket 1749-1859, Demografiska databasen, CEDAR, Umeå universitet |                                                   |                                                   |                                                   |                                                   |

### Fotnoter
1. ↑  Svensk Uppslagsbok andra upplagan 1947–1955: Rödeby socken
2. 1 2  Harlén, Hans; Harlén Eivy (2003). Sverige från A till Ö: geografisk-historisk uppslagsbok. Stockholm: Kommentus. Libris 9337075. ISBN 91-7345-139-8
3. ↑  "Ostkanten" om Blekinge och Södra Möres båtsmän
4. 1 2  Sjögren, Otto (1932). Sverige geografisk beskrivning del 3 Blekinge, Kristianstads, Malmöhus och Hallands län samt staden Göteborg. Stockholm: Wahlström & Widstrand. Libris 9940
5. 1 2  Nationalencyklopedin
6. ↑  Fornlämningar, Statens historiska museum: Rödeby socken
7. ↑  Fornminnesregistret, Riksantikvarieämbetet: Rödeby socken Fornminnen i socknen erhålls på kartan genom att skriva in sockennamn (utan "socken") i "Ange geografiskt område"